# イロパンゴ

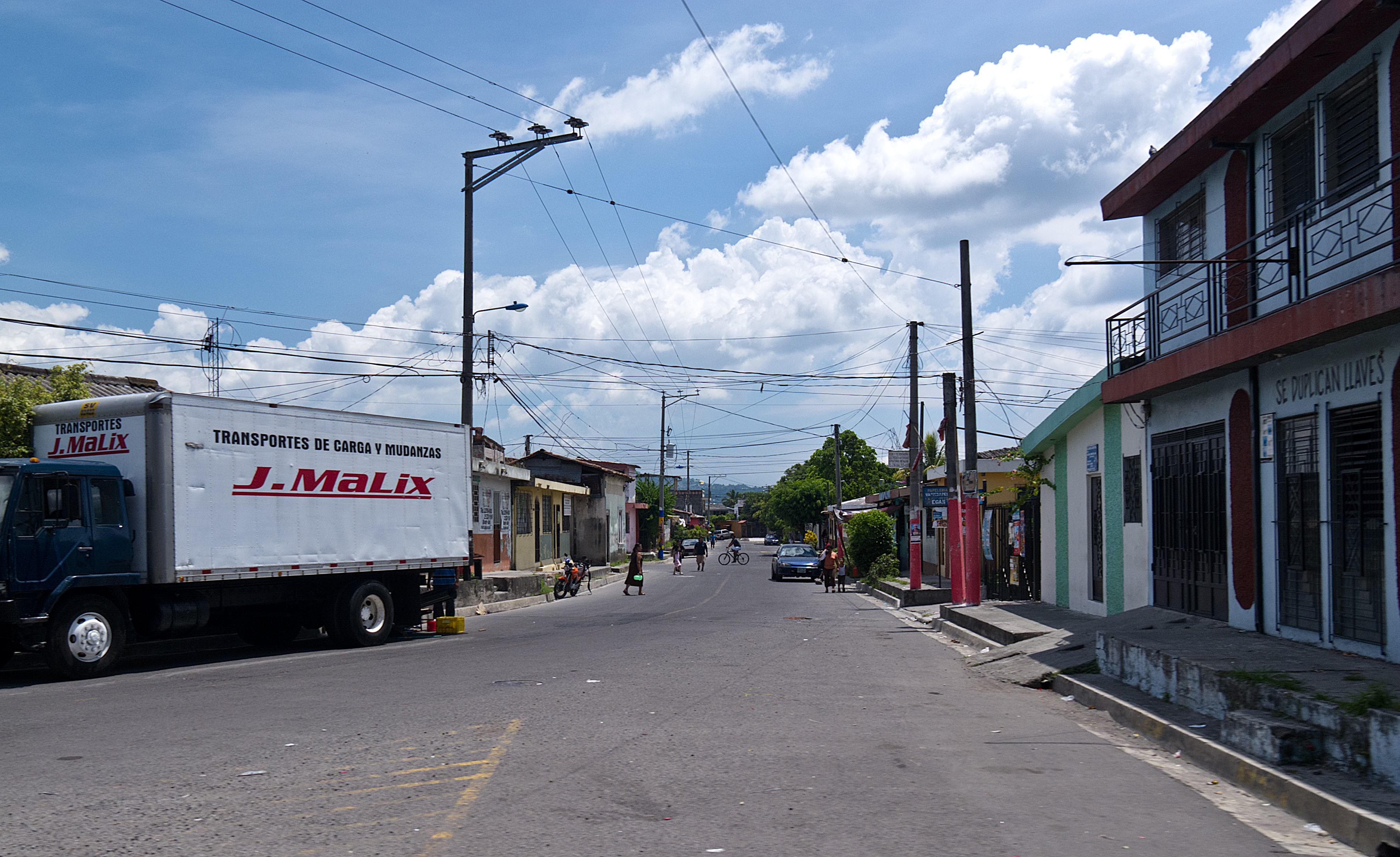
イロパンゴの道路

イロパンゴ(スペイン語：Ilopango)は、エルサルバドル サン・サルバドル県の都市。
2016年の人口は13万3200人で、同国7位。
首都サン・サルバドルの数km東に位置する。
同国最大(72km²)のイロパンゴ湖に近い。

## 人口
- 1992年9月27日：7万9069人
- 2007年5月12日：10万3862人
- 2016年6月30日：13万3200人

## 交通
- イロパンゴ国際空港（英語版）